# Urothemis thomasi
Urothemis thomasi là một loài chuồn chuồn ngô thuộc họ Libellulidae. Nó được tìm thấy ở Oman và có thể Somalia. Các môi trường sống tự nhiên của chúng là sông và suối nước ngọt. Nó bị đe dọa do mất môi trường sống.